# Oecetis multipunctata
Oecetis multipunctata là một loài Trichoptera trong họ Leptoceridae. Chúng phân bố ở miền Australasia.